# Philharmonischer Chor Köln
Der Philharmonische Chor Köln wurde 1947 von Philipp Röhl in Köln gegründet. 1990 übernahm Horst Meinardus die Leitung, seit Oktober 2023 führt Nico Köhs den Chor. Der aktuell 80 Mitglieder starke Konzertchor verfügt über ein weit gespanntes Repertoire an Chormusik vom Barock bis zur Moderne. Mit rund 400 großen Chorkonzerten unter anderem im Kölner Gürzenich und der Kölner Philharmonie, mit Schallplatten- und CD-Einspielungen, zahlreichen Konzertreisen innerhalb Europas und darüber hinaus (z. B. Abu Dhabi, Kairo), mit Mitwirkungen an Internationalen Musikfestspielen und europaweiten Rundfunk- und Fernsehübertragungen hat sich der Chor auch außerhalb seiner Heimatstadt einen Namen gemacht.
Der Philharmonische Chor Köln ist beteiligt am Netzwerk Kölner Chöre, einer bundesweit einmaligen Kooperation.